# Formule E seizoen 2021-2022
Het Formule E seizoen 2021-2022 was het achtste seizoen van het elektrische autosportkampioenschap Formule E. Het is de hoogste raceklasse voor elektrische formulewagens. Hoewel het seizoen van het kampioenschap werd aangeduid als 2021-2022, werden alle races in 2022 gehouden.
Het was het laatste Formule E-seizoen waarin met de Spark SRT05E werd gereden. Dit was het tweede chassis dat in de geschiedenis van het kampioenschap werd gebruikt, en werd zodoende ook aangeduid als de tweede generatie auto (Gen2). Vanaf het seizoen 2022-2023 wordt de derde generatie auto (Gen3) gebruikt.
Nyck de Vries was de regerend kampioen bij de coureurs. Zijn teamgenoot Stoffel Vandoorne werd na afloop van de laatste race in Seoel gekroond tot wereldkampioen. Hun team, het Mercedes-EQ Formula E Team, werd voor het tweede achtereenvolgende seizoen kampioen bij de constructeurs.

## Reglementswijzigingen
- Het kwalificatiesysteem, waar in de voorgaande seizoenen veel kritiek op was, wordt in het seizoen 2021-2022 gewijzigd. De coureurs worden voorafgaand aan de kwalificatie verdeeld in twee groepen van elf, gebaseerd op de tussenstand in het kampioenschap. Beide groepen hebben tien minuten om een tijd neer te zetten. De top vier van beide groepen gaan door naar een knock-outfase, met vier kwartfinales, twee halve finales en een finale. De winnaar van de finale start vanaf pole position, terwijl de verliezer als tweede start. De verliezers van de halve finales starten als derde en vierde, waarbij hun tijd in deze ronde hun volgorde bepaalt. De verliezers van de kwartfinales starten vanaf de posities vijf tot en met acht, waarbij hun tijd in deze ronde hun volgorde bepaalt. De coureurs die niet doorgingen naar de kwartfinales nemen de overige posities in. Hierbij starten de coureurs die in de groep van de winnaar van de finale zaten vanaf de oneven posities en de coureurs uit de andere groep vanaf de even posities.[3]
- Tijdens de races wordt de tijd die onder een "full course yellow" of achter de safety car plaatsvindt gecompenseerd. Voor elke minuut waarin de race is geneutraliseerd, worden 45 seconden opgeteld bij de 45 minuten die een race normaal gesproken zou duren. Wanneer een neutralisatie doorgaat tot, of plaatsvindt tijdens of na de veertigste minuut van de race, wordt er geen extra tijd aan de race toegevoegd.[4]

## Teams en coureurs
De volgende teams en coureurs zijn bevestigd voor het seizoen 2021-2022.
| Team                             | Fabrikant         | No. | Coureur                | Ronden |
| -------------------------------- | ----------------- | --- | ---------------------- | ------ |
| NIO 333 Formula E Team           | Spark-NIO         | 3   | Oliver Turvey          | Alle   |
| NIO 333 Formula E Team           | Spark-NIO         | 33  | Dan Ticktum            | Alle   |
| Envision Racing                  | Spark-Audi        | 4   | Robin Frijns           | Alle   |
| Envision Racing                  | Spark-Audi        | 37  | Nick Cassidy           | Alle   |
| Mercedes-EQ Formula E Team       | Spark-Mercedes-EQ | 5   | Stoffel Vandoorne      | Alle   |
| Mercedes-EQ Formula E Team       | Spark-Mercedes-EQ | 17  | Nyck de Vries          | Alle   |
| Dragon / Penske Autosport        | Spark-Penske      | 7   | Sérgio Sette Câmara    | Alle   |
| Dragon / Penske Autosport        | Spark-Penske      | 99  | Antonio Giovinazzi     | 1-15   |
| Dragon / Penske Autosport        | Spark-Penske      | 99  | Sacha Fenestraz        | 16     |
| Jaguar TCS Racing                | Spark-Jaguar      | 9   | Mitch Evans            | Alle   |
| Jaguar TCS Racing                | Spark-Jaguar      | 10  | Sam Bird               | 1-14   |
| Jaguar TCS Racing                | Spark-Jaguar      | 10  | Norman Nato            | 15-16  |
| ROKiT Venturi Racing             | Spark-Mercedes-EQ | 11  | Lucas di Grassi        | Alle   |
| ROKiT Venturi Racing             | Spark-Mercedes-EQ | 48  | Edoardo Mortara        | Alle   |
| DS Techeetah                     | Spark-DS          | 13  | António Félix da Costa | Alle   |
| DS Techeetah                     | Spark-DS          | 25  | Jean-Éric Vergne       | Alle   |
| Nissan e.dams                    | Spark-Nissan      | 22  | Maximilian Günther     | Alle   |
| Nissan e.dams                    | Spark-Nissan      | 23  | Sébastien Buemi        | Alle   |
| Avalanche Andretti Formula E     | Spark-BMW         | 27  | Jake Dennis            | Alle   |
| Avalanche Andretti Formula E     | Spark-BMW         | 28  | Oliver Askew           | Alle   |
| Mahindra Racing                  | Spark-Mahindra    | 29  | Alexander Sims         | Alle   |
| Mahindra Racing                  | Spark-Mahindra    | 30  | Oliver Rowland         | Alle   |
| TAG Heuer Porsche Formula E Team | Spark-Porsche     | 36  | André Lotterer         | Alle   |
| TAG Heuer Porsche Formula E Team | Spark-Porsche     | 94  | Pascal Wehrlein        | Alle   |

### Wijzigingen bij de coureurs
- Oliver Askew maakt zijn Formule E-debuut bij het team Avalanche Andretti Formula E.
- Tom Blomqvist verlaat het team van NIO 333 FE Team en maakt de overstap naar het IMSA SportsCar Championship.
- Antonio Giovinazzi maakt de overstap van de Formule 1 naar de Formule E en debuteert bij het team Dragon / Penske Autosport.
- Lucas di Grassi stapt over van Audi Sport ABT Schaeffler naar Venturi Racing nadat Audi de Formule E heeft verlaten.
- Maximilian Günther verlaat het team van Andretti Autosport en stapt over naar Nissan e.dams.
- René Rast verlaat de Formule E en keert terug naar de DTM.
- Oliver Rowland verlaat Nissan e.dams en stapt over naar het team Mahindra Racing.
- Dan Ticktum maakt de overstap van de Formule 2 naar de Formule E en debuteert bij het NIO 333 FE Team.

Tijdens het seizoen
- Bij een ongeluk in de ePrix van Londen liep Jaguar TCS Racing-coureur Sam Bird een gebroken pols op. Voor de laatste twee races in Seoel werd hij vervangen door reservecoureur Norman Nato.
- Dragon / Penske Autosport-coureur Antonio Giovinazzi liep in de eerste race in Seoel een gebroken hand op. Sacha Fenestraz, reservecoureur van Jaguar in 2021, verving hem voor de tweede race van het weekend.

### Wijzigingen bij de teams
- Audi kondigde op 30 november 2020 haar vertek uit de Formule E aan na afloop van het seizoen 2020-2021. Klantenteam Virgin Racing blijft wel met een Audi-aandrijving deelnemen.
- BMW kondigde op 2 december 2020 haar vertrek uit de Formule E aan na afloop van het seizoen 2020-2021. Aangezien BMW enkel als partner van Andretti Autosport deelnam, zal dit team in de sport blijven onder de naam Andretti.
- Het team Envision Virgin Racing kondigde op 1 november 2021 aan dat zij verder zouden gaan als Envision Racing.

## Kalender en uitslagen
Op 8 juli 2021 werd een voorlopige kalender voor het seizoen 2021-2022 aangekondigd met zestien races. Op 15 oktober en 15 december werden een aantal wijzigingen doorgevoerd.
Wijzigingen in de kalender
- De ePrix van Mexico-Stad keert terug op de kalender nadat deze in 2021 werd afgelast vanwege de coronapandemie.
- De ePrix van Monte Carlo wordt vanaf dit seizoen ieder jaar gehouden, waar deze race tot dit seizoen iedere twee jaar werd gehouden. De ePrix van Parijs, die tot 2019 ieder jaar werd gehouden, maar de voorgaande twee jaren werd afgelast vanwege de coronapandemie, wordt in plaats hiervan vanaf 2023 iedere twee jaar gehouden.
- De ePrix van Berlijn keert terug naar de standaard datum in mei, waar deze race de voorgaande twee seizoenen in augustus werd gehouden.
- De ePrix van Jakarta is nieuw op de kalender.
- De ePrix van Seoel is nieuw op de kalender. De eerste race zou oorspronkelijk in 2020 worden gehouden, maar deze werd twee seizoenen op een rij afgelast vanwege de coronapandemie.
- De ePrix' van Valencia en Puebla zijn verdwenen van de kalender. Deze races werden in 2021 gehouden als vervangers van een aantal afgelaste races.
- De ePrix van Kaapstad zou nieuw zijn op de kalender, maar deze is afgelast vanwege de coronapandemie.
- De ePrix van Vancouver zou nieuw zijn op de kalender, maar deze werd afgelast omdat de organisatie niet op tijd de juiste vergunningen kon regelen. De race werd vervangen door de ePrix van Marrakesh, die voor het laatst in 2020 werd gehouden.
- Er zou een ePrix in een onbekende stad in China worden gehouden. Deze race gaat niet door, net als een andere race waar nog geen locatie van bekend was. Deze races werden vervangen door een tweede race tijdens de ePrix' van zowel Rome als Berlijn.

| Ronde | Naam                  | Circuit                                           | Datum            | Pole position          | Snelste ronde   | Winnende coureur       | Winnend team                     | Verslag |
| ----- | --------------------- | ------------------------------------------------- | ---------------- | ---------------------- | --------------- | ---------------------- | -------------------------------- | ------- |
| 1     | ePrix van Ad Diriyah  | Riyadh Street Circuit                             | 28 januari 2022  | Stoffel Vandoorne      | Nick Cassidy    | Nyck de Vries          | Mercedes-EQ Formula E Team       | Verslag |
| 2     | ePrix van Ad Diriyah  | Riyadh Street Circuit                             | 29 januari 2022  | Nyck de Vries          | Sam Bird        | Edoardo Mortara        | ROKiT Venturi Racing             | Verslag |
| 3     | ePrix van Mexico-Stad | Autódromo Hermanos Rodríguez                      | 12 februari 2022 | Pascal Wehrlein        | Lucas di Grassi | Pascal Wehrlein        | TAG Heuer Porsche Formula E Team | Verslag |
| 4     | ePrix van Rome        | Circuito cittadino dell'EUR                       | 9 april 2022     | Stoffel Vandoorne      | Lucas di Grassi | Mitch Evans            | Jaguar TCS Racing                | Verslag |
| 5     | ePrix van Rome        | Circuito cittadino dell'EUR                       | 10 april 2022    | Jean-Éric Vergne       | Robin Frijns    | Mitch Evans            | Jaguar TCS Racing                | Verslag |
| 6     | ePrix van Monte Carlo | Circuit de Monaco                                 | 30 april 2022    | Mitch Evans            | Robin Frijns    | Stoffel Vandoorne      | Mercedes-EQ Formula E Team       | Verslag |
| 7     | ePrix van Berlijn     | Tempelhof Airport Street Circuit                  | 14 mei 2022      | Edoardo Mortara        | Lucas di Grassi | Edoardo Mortara        | ROKiT Venturi Racing             | Verslag |
| 8     | ePrix van Berlijn     | Tempelhof Airport Street Circuit                  | 15 mei 2022      | Edoardo Mortara        | Nick Cassidy    | Nyck de Vries          | Mercedes-EQ Formula E Team       | Verslag |
| 9     | ePrix van Jakarta     | Jakarta International ePrix Circuit               | 4 juni 2022      | Jean-Éric Vergne       | Mitch Evans     | Mitch Evans            | Jaguar TCS Racing                | Verslag |
| 10    | ePrix van Marrakesh   | Circuit International Automobile Moulay El Hassan | 2 juli 2022      | António Félix da Costa | Lucas di Grassi | Edoardo Mortara        | ROKiT Venturi Racing             | Verslag |
| 11    | ePrix van New York    | Brooklyn Street Circuit                           | 16 juli 2022     | Nick Cassidy           | Edoardo Mortara | Nick Cassidy           | Envision Racing                  | Verslag |
| 12    | ePrix van New York    | Brooklyn Street Circuit                           | 17 juli 2022     | António Félix da Costa | Edoardo Mortara | António Félix da Costa | DS Techeetah                     | Verslag |
| 13    | ePrix van Londen      | ExCeL London Circuit                              | 30 juli 2022     | Jake Dennis            | Jake Dennis     | Jake Dennis            | Avalanche Andretti Formula E     | Verslag |
| 14    | ePrix van Londen      | ExCeL London Circuit                              | 31 juli 2022     | Jake Dennis            | Nick Cassidy    | Lucas di Grassi        | ROKiT Venturi Racing             | Verslag |
| 15    | ePrix van Seoel       | Seoul Street Circuit                              | 13 augustus 2022 | Oliver Rowland         | Jake Dennis     | Mitch Evans            | Jaguar TCS Racing                | Verslag |
| 16    | ePrix van Seoel       | Seoul Street Circuit                              | 14 augustus 2022 | António Félix da Costa | Nick Cassidy    | Edoardo Mortara        | ROKiT Venturi Racing             | Verslag |

## Kampioenschap
Punten worden toegekend aan de top 10 geklasseerde auto's.
| Positie | 1e | 2e | 3e | 4e | 5e | 6e | 7e | 8e | 9e | 10e | Pole | SR |
| Punten  | 25 | 18 | 15 | 12 | 10 | 8  | 6  | 4  | 2  | 1   | 3    | 1  |

- Coureurs vertrekkend van pole-position zijn vetgedrukt.
- Coureurs met de snelste raceronde in cursief.

† Coureur is niet gefinisht, maar wel geklasseerd omdat hij meer dan 90% van de raceafstand heeft afgelegd.

### Coureurs
| Pos | Coureur                | ADR | ADR | MEX | ROM | ROM | MON | BER | BER | JAK | MAR | NYC | NYC | LON | LON | SEO | SEO | Punten |
| --- | ---------------------- | --- | --- | --- | --- | --- | --- | --- | --- | --- | --- | --- | --- | --- | --- | --- | --- | ------ |
| 1   | Stoffel Vandoorne      | 2   | 7   | 11  | 3   | 5   | 1   | 3   | 3   | 5   | 8   | 4   | 2   | 2   | 4   | 5   | 2   | 213    |
| 2   | Mitch Evans            | 10  | 21  | 19  | 1   | 1   | 2   | 5   | 10  | 1   | 3   | 11  | 3   | 5   | DNF | 1   | 7   | 180    |
| 3   | Edoardo Mortara        | 6   | 1   | 5   | 7   | DNF | DNF | 1   | 2   | 3   | 1   | 9   | 10  | 18  | 13  | DNF | 1   | 169    |
| 4   | Jean-Éric Vergne       | 8   | 6   | 3   | 4   | 2   | 3   | 2   | 9   | 2   | 4   | 18  | DNF | 14  | DNF | 6   | 6   | 144    |
| 5   | Lucas di Grassi        | 5   | 3   | 12  | 11  | 8   | 6   | 21† | 4   | 7   | 5   | 2   | DNF | 9   | 1   | 3   | 11  | 126    |
| 6   | Jake Dennis            | 3   | 5   | 10  | 13  | DNF | 9   | 13  | 13  | 6   | 7   | 10  | 8   | 1   | 2   | 4   | 3   | 126    |
| 7   | Robin Frijns           | 16  | 2   | 7   | 2   | 3   | 4   | 12  | 5   | 17  | 18  | 3   | 6   | 16  | 7   | 8   | 4   | 126    |
| 8   | António Félix da Costa | DNF | 12  | 4   | 6   | 13  | 5   | 8   | 6   | 4   | 2   | DNF | 1   | 7   | 5   | 9   | 10  | 122    |
| 9   | Nyck de Vries          | 1   | 10  | 6   | DNF | 14  | 10  | 10  | 1   | DNF | 6   | 8   | 7   | 6   | 3   | DNF | DNF | 106    |
| 10  | Pascal Wehrlein        | 11  | 9   | 1   | 8   | 6   | DNF | 6   | 12  | 8   | 12  | 6   | 11  | 10  | 10  | 7   | DNF | 71     |
| 11  | Nick Cassidy           | 7   | 16  | 13  | 9   | DNF | 7   | DNF | 21  | 16  | 13  | 1   | 15  | 3   | DNF | 10  | 8   | 68     |
| 12  | André Lotterer         | 13  | 4   | 2   | 10  | 4   | DNF | 4   | 8   | 9   | 15  | 16  | 9   | 12  | 12  | DNF | DNF | 63     |
| 13  | Sam Bird               | 4   | 15  | 15  | 5   | DNF | DNF | 7   | 11  | 10  | 9   | 7   | 5   | DNF | 8   |     |     | 51     |
| 14  | Oliver Rowland         | DNF | 8   | 16  | DNF | DNF | DNF | 11  | 7   | DNF | 10  | 13  | 14  | DNF | DNF | 2   | DNF | 32     |
| 15  | Sébastien Buemi        | 17  | 13  | 8   | 16  | 9   | 8   | 14  | 14  | 11  | 16  | 5   | 13  | 11  | 6   | DNF | 9   | 30     |
| 16  | Oliver Askew           | 9   | 11  | 17  | 14  | 15  | 16  | 15  | 15  | 13  | 11  | 19  | DNF | 4   | DNF | DNF | 5   | 24     |
| 17  | Alexander Sims         | 14  | DNF | DNF | 12  | DNF | 11  | 9   | 18  | 15  | 14  | 14  | 4   | 13  | 11  | DNF | 12  | 14     |
| 18  | Oliver Turvey          | 19  | 18  | 14  | 17  | 7   | 15  | 16  | 17  | 12  | 17  | 15  | 16  | 15  | 14  | DNF | 15  | 6      |
| 19  | Maximilian Günther     | 12  | 14  | 9   | DNF | 11  | 17  | 18  | 16  | 14  | DNF | 12  | DSQ | 8   | 15  | 11  | DNF | 6      |
| 20  | Sérgio Sette Câmara    | 15  | 17  | 20  | 15  | 12  | 13  | 17  | 19  | 19  | 20  | DNS | 17  | NC  | 9   | 12  | 13  | 2      |
| 21  | Dan Ticktum            | 18  | 19  | 18  | 19  | 10  | 12  | 19  | 20  | 18  | DNF | 17  | 12  | 17  | DNF | DNF | DNF | 1      |
| 22  | Norman Nato            |     |     |     |     |     |     |     |     |     |     |     |     |     |     | 13  | 14  | 0      |
| 23  | Antonio Giovinazzi     | 20  | 20  | DNF | 18  | DNF | 14  | 20  | 22  | DNF | 19  | DNF | DNF | DNF | DNF | DNF |     | 0      |
| 24  | Sacha Fenestraz        |     |     |     |     |     |     |     |     |     |     |     |     |     |     |     | 16  | 0      |
| Pos | Coureur                | ADR | ADR | MEX | ROM | ROM | MON | BER | BER | JAK | MAR | NYC | NYC | LON | LON | SEO | SEO | Punten |

### Teams
| Pos | Team                             | No. | ADR | ADR | MEX | ROM | ROM | MON | BER | BER | JAK | MAR | NYC | NYC | LON | LON | SEO | SEO | Punten |
| --- | -------------------------------- | --- | --- | --- | --- | --- | --- | --- | --- | --- | --- | --- | --- | --- | --- | --- | --- | --- | ------ |
| 1   | Mercedes-EQ Formula E Team       | 5   | 2   | 7   | 11  | 3   | 5   | 1   | 3   | 3   | 5   | 8   | 4   | 2   | 2   | 4   | 5   | 2   | 319    |
| 1   | Mercedes-EQ Formula E Team       | 17  | 1   | 10  | 6   | DNF | 14  | 10  | 10  | 1   | DNF | 6   | 8   | 7   | 6   | 3   | DNF | DNF | 319    |
| 2   | ROKiT Venturi Racing             | 11  | 5   | 3   | 12  | 11  | 8   | 6   | 21† | 4   | 7   | 5   | 2   | DNF | 9   | 1   | 3   | 11  | 295    |
| 2   | ROKiT Venturi Racing             | 48  | 6   | 1   | 5   | 7   | DNF | DNF | 1   | 2   | 3   | 1   | 9   | 10  | 18  | 13  | DNF | 1   | 295    |
| 3   | DS Techeetah                     | 13  | DNF | 12  | 4   | 6   | 13  | 5   | 8   | 6   | 4   | 2   | DNF | 1   | 7   | 5   | 9   | 10  | 266    |
| 3   | DS Techeetah                     | 25  | 8   | 6   | 3   | 4   | 2   | 3   | 2   | 9   | 2   | 4   | 18  | DNF | 14  | DNF | 6   | 6   | 266    |
| 4   | Jaguar TCS Racing                | 9   | 10  | 21  | 19  | 1   | 1   | 2   | 5   | 10  | 1   | 3   | 11  | 3   | 5   | DNF | 1   | 7   | 231    |
| 4   | Jaguar TCS Racing                | 10  | 4   | 15  | 15  | 5   | DNF | DNF | 7   | 11  | 10  | 9   | 7   | 5   | DNF | 8   | 13  | 14  | 231    |
| 5   | Envision Racing                  | 4   | 16  | 2   | 7   | 2   | 3   | 4   | 12  | 5   | 17  | 18  | 3   | 6   | 16  | 7   | 8   | 4   | 194    |
| 5   | Envision Racing                  | 37  | 7   | 16  | 13  | 9   | DNF | 7   | DNF | 21  | 16  | 13  | 1   | 15  | 3   | DNF | 10  | 8   | 194    |
| 6   | Avalanche Andretti Formula E     | 27  | 3   | 5   | 10  | 13  | DNF | 9   | 13  | 13  | 6   | 7   | 10  | 8   | 1   | 2   | 4   | 3   | 150    |
| 6   | Avalanche Andretti Formula E     | 28  | 9   | 11  | 17  | 14  | 15  | 16  | 15  | 15  | 13  | 11  | 19  | DNF | 4   | DNF | DNF | 5   | 150    |
| 7   | TAG Heuer Porsche Formula E Team | 36  | 13  | 4   | 2   | 10  | 4   | DNF | 4   | 8   | 9   | 15  | 16  | 9   | 12  | 12  | DNF | DNF | 134    |
| 7   | TAG Heuer Porsche Formula E Team | 94  | 11  | 9   | 1   | 8   | 6   | DNF | 6   | 12  | 8   | 12  | 6   | 11  | 10  | 10  | 7   | DNF | 134    |
| 8   | Mahindra Racing                  | 29  | 14  | DNF | DNF | 12  | DNF | 11  | 9   | 18  | 15  | 14  | 14  | 4   | 13  | 11  | DNF | 12  | 46     |
| 8   | Mahindra Racing                  | 30  | DNF | 8   | 16  | DNF | DNF | DNF | 11  | 7   | DNF | 10  | 13  | 14  | DNF | DNF | 2   | DNF | 46     |
| 9   | Nissan e.dams                    | 22  | 12  | 14  | 9   | DNF | 11  | 17  | 18  | 16  | 14  | DNF | 12  | DSQ | 8   | 15  | 11  | DNF | 36     |
| 9   | Nissan e.dams                    | 23  | 17  | 13  | 8   | 16  | 9   | 8   | 14  | 14  | 11  | 16  | 5   | 13  | 11  | 6   | DNF | 9   | 36     |
| 10  | NIO 333 Formula E Team           | 3   | 19  | 18  | 14  | 17  | 7   | 15  | 16  | 17  | 12  | 17  | 15  | 16  | 15  | 14  | DNF | 15  | 7      |
| 10  | NIO 333 Formula E Team           | 33  | 18  | 19  | 18  | 19  | 10  | 12  | 19  | 20  | 18  | DNF | 17  | 12  | 17  | DNF | DNF | DNF | 7      |
| 11  | Dragon / Penske Autosport        | 7   | 15  | 17  | 20  | 15  | 12  | 13  | 17  | 19  | 19  | 20  | DNS | 17  | NC  | 9   | 12  | 13  | 2      |
| 11  | Dragon / Penske Autosport        | 99  | 20  | 20  | DNF | 18  | DNF | 14  | 20  | 22  | DNF | 19  | DNF | DNF | DNF | DNF | DNF | 16  | 2      |
| Pos | Team                             | No. | ADR | ADR | MEX | ROM | ROM | MON | BER | BER | JAK | MAR | NYC | NYC | LON | LON | SEO | SEO | Punten |